# Heather Gingell
Heather Gingell – australijska judoczka.
Srebrna medalistka mistrzostw Oceanii w 1983. Wicemistrzyni Australii w 1983 roku.